# Provincia de Paruán
Parván (del persa: پروان) es una de las 34 provincias de Afganistán, ubicada al este del país, su capital es Charikar.

## Distritos
- Shekj Ali
- Surkhi Parsa
- Ghorband
- Shinwari
- Kohi Safi
- Bagram
- Chaharikar
- Jabalussaraj

- Datos: Q188157
- Multimedia: Parwan Province / Q188157